# Kibler
Kibler è una città degli Stati Uniti d'America situata nello Stato dell'Arkansas, nella Contea di Crawford.